# TV Sergipe
TV Sergipe é uma emissora de televisão brasileira sediada em Aracaju, capital do estado de Sergipe. Opera no canal 4 (33 UHF digital) e é afiliada à TV Globo. Pertence ao Grupo Sergipe de Comunicação, de propriedade de Lourdes Franco, também responsável pela FM Sergipe. Seu cunhado, Walter Franco, também é responsável pela TV Atalaia, sem no entanto haver ligações entre ambas as emissoras.

## História

### Primeiros passos
No dia 15 de novembro de 1971, eram dados os passos iniciais que fizeram a história da TV Sergipe. Homens e máquinas, em uma conjunção bandeirante no Alto do Morro da TV, no bairro Cidade Nova, na cidade de Aracaju, Sergipe, iniciaram com empenho o trabalho de comunicação televisiva no Estado. Desde então, o conhecimento, o talento e a perseverança de muitos fizeram da TV Sergipe o retrato da nossa gente.

#### Início da TV
Mas antes do sinal começar a chegar aos lares sergipanos, foi preciso que muitos desbravadores tenham tido a coragem para transformar em realidade o sonho de criar no estado a primeira emissora de televisão.
No início da década de 60, Irineu Fontes, então representante de rádios e radiolas, viaja a São Paulo e vê de perto a revolução que a televisão causa na vida da cidade e das pessoas.
Ao retornar a Aracaju, Irineu conversa com o prefeito da capital na época, Godofredo Diniz, que fica entusiasmado com o que ouve e libera uma verba para a compra de antena. Começa a nascer o embrião da televisão em Sergipe.
A antena repetidora é, então, montada no morro do urubu, zona norte da cidade. O poder irradiante é pequeno e o sinal que chega, da TV Jornal do Commercio, de Recife, Pernambuco, não era dos melhores. Mas é suficiente para encantar os poucos privilegiados que possuem um aparelho de TV comprado na loja a Curvelo.

#### Idealizador
Nairson Menezes, um sergipano nascido na cidade de Laranjeiras, dono de uma voz possante e cristalina, entra no ramo da comunicação bem cedo. No sul do país, trabalha no rádio, conhece e se encanta pela televisão.
O funcionário da TV Excelsior de São Paulo volta a Sergipe para tentar, em 1959, uma vaga na Assembleia Legislativa. Seu ideal e plataforma de campanha: implantar uma estação de TV em Sergipe.
Nairson não vence, retorna a São Paulo e passa trabalhar ao lado de grandes nomes do teatro e da televisão brasileira. De volta a Sergipe, com a bagagem recheada de conhecimentos, vai em busca de parceria. Encontra no empresário Francisco Pimentel Franco o entusiasmo necessário para a realização do seu grande sonho.

#### Sociedade anônima
O poder político e econômico do grupo que aposta na ideia é pequeno. Mas, apesar de tudo, os empresários Francisco Pimentel Franco, Josias Passos, Getúlio Passos, José Alves, Hélio Leão, Augusto Santana, Paulo Vasconcelos, Lauro Menezes e Luciano Nascimento não desanimam, estão todos contagiados pelo idealismo de Nairson Menezes, o homem que enxerga a televisão como o caminho perfeito para ajudar no desenvolvimento econômico, político e sociocultural da gente sergipana.
Em um gesto de muita grandeza, os empresários decidem trazer o povo para participar daquele momento histórico. A participação popular foi fundamental: 900 ações foram vendidas em pouco tempo. Assim, a TV Sergipe é a única emissora do país que nasce com a participação popular. Com os recursos em caixa, os empresários partem para escolher o local onde será montada a torre de transmissão.
A TV Sergipe é primeira emissora montada com equipamentos produzidos no Brasil. Na fase de montagem, a emissora recebeu o apoio da Maxwel, empresa nacional que trouxe toda a estrutura necessária para o funcionamento da TV, desde a torre até a câmera de estúdio. E, como não existia mão-de-obra especializada, a saída foi buscar operadores com experiência no rádio e no cinema.
Em 1967, é feita primeira transmissão. No ano de 1968, uma autorização de três meses libera a transmissão do sinal da TV Sergipe. No ano seguinte, os sergipanos podem ver, ao vivo, a chegada do primeiro astronauta à lua. O tricampeonato de futebol conquistado pela seleção brasileira em 1970, no México, é também acompanhado ao vivo pelos sergipanos graças a outra autorização temporária. Com o final da copa, mais uma vez a TV Sergipe sai do ar e retorna no ano seguinte já em fase experimental.
O dia 12 de maio de 1971 marca definitivamente a entrada da TV Sergipe na sua fase experimental. Além das apresentações dos artistas, documentários cedidos pelas embaixadas da França e da Alemanha são exibidos na programação.

### Sonho vira realidade
O dia 15 de novembro de 1971 entra para a história das comunicações no estado. Nesse dia vai ao ar, de fato, o sinal da TV Sergipe, a emissora que mudou definitivamente a vida do povo sergipano. Acival Gomes apresenta o primeiro telejornal da emissora. Para brindar os telespectadores, é exibido um show especial do cantor americano Johnny Mathis. Um presente patrocinado pelo primeiro parceiro comercial da emissora, as lojas Huteba.
A emissora inicia suas operações como afiliada da Rede Tupi de Televisão. Entra no ar no final da tarde e encerra as transmissões por volta da meia-noite. Além dos programas locais são exibidos noticiários e filmes.
Com a chegada depois da máquina de videoteipe, a grade de programação é modificada e o telespectador passa a acompanhar a exibição de programas e novelas que fazem sucesso no sul do país.

#### Programas de auditório
A história da TV Sergipe também é marcada por programas locais que seguem a mesma linha daqueles exibidos no sul do país.
Nelson Souza apresenta o primeiro programa de auditório, ao vivo. José Raimundo Ribeiro, o cabo Zé, apresenta o “Domingo Alegre”. A estreia é empolgante e inusitada. O programa, que deveria ter duas horas, durou mais de seis. O programa tinha de tudo: calouros, gincana, almoço para os artistas e convidados.
O jornalista Hugo Costa deixa a produção do “Domingo Alegre” para apresentar nas tardes de sábado o “Hora H” e “O Show é Você”.
Reinaldo Moura apresenta o “Sábado Geral”, com a banda “Os Vikings”.
Luiz Trindade está á frente do “O Sábado é Nosso”, com “Luletes”, um sucesso na época.
A professora Nazaré Carvalho apresenta o “Clube Júnior”. As crianças são levadas para o estúdio e, ao lado da Tia Nazaré, brincam e se divertem com desenhos animados.
E no final da década de 70, surge o “Tempo de Criança”, com a atriz e jornalista Siomara Madureira. Uma época ainda guardada na memória de muita gente.

#### Telejornalismo
A primeira equipe de telejornalismo é montada por Sérgio Gutemberg e outros profissionais vindos do rádio e das redações de jornais. A inexperiência do grupo é superada pela força de vontade.
Antônio Piúga é o pioneiro da cinegrafia no departamento. Um profissional capaz de fazer qualquer coisa para trazer as melhores imagens.
Com a chegada da CP-16, uma câmera que possibilita a gravação do som nos filmes, os repórteres recebem uma recomendação a mais: evitar erros por causa do alto custo da película. Para cumprir a recomendação, os repórteres usam uma técnica infalível. Eles ensaiavam com o entrevistado o que ele ia falar, marcavam o tempo e só depois é que faziam a gravação.
No dia 6 de outubro de 1973, a TV Sergipe deixa a Rede Tupi e se torna afiliada da Rede Globo de Televisão.

### Venda para a TV Aratu
Apesar do esforço de toda equipe, a emissora ainda trabalha de forma amadora, com antigos equipamentos. A Rede Globo exige investimentos na qualificação de pessoal e na compra de novas máquinas.
Diante dessas exigências e das dificuldades financeiras, a sociedade anônima é desfeita e a TV Sergipe é vendida para o grupo responsável pela TV Aratu, da Bahia. A compra da emissora fez parte de um projeto audacioso: formar uma rede de televisão no Nordeste.
Os acionistas trazem, além do suporte financeiro, novos equipamentos e a experiência. Todos os setores recebem investimentos. Uma nova torre é montada, um novo transmissor é comprado. Chegam também novas câmeras de estúdio e equipamentos para o jornalismo.
Ângela Abreu é descoberta por acaso e vira apresentadora do Jornal Hoje local. O No Campo do 4 é o novo programa esportivo, apresentado por César Cabral. O festival de músicas de carnaval, apresentado pelo irreverente Hilton Lopes, é transmitido ao vivo, direto do teatro Lourival Baptista.

### Família Franco
O projeto para a formação de uma rede de televisão no Nordeste, com sede em Salvador, não se concretiza e a TV Sergipe é vendida à família Franco. Com a nova gestão, a emissora não para de crescer. O parque técnico se moderniza e a programação se encaixa, a cada dia, na grade da Rede Globo.
O TV Mulher ganha uma versão local, apresentado por Fátima Botto. A Globo estreia o Bom Dia Brasil e a TV Sergipe segue o mesmo caminho: cria o Bom Dia Sergipe. Também ganham espaço na programação a edição noturna do Sergipe Notícias e o Bom Dia Interior, que conta histórias dos municípios.
Nas manhãs de domingo, Mel Almeida apresenta o Sergipe Rural, o primeiro programa da televisão local dedicado ao homem e as coisas do campo. Às sextas-feiras, no jornal do meio-dia, o telespectador conhece o roteiro cultural do fim de semana na Agenda da Capital, com Nivaldo Menezes.
O intercâmbio com a Rede Globo permite a qualificação dos profissionais e proporciona momentos inesquecíveis, como a ida do apresentador do Globo Esporte, Hermínio Matos, para cobrir um jogo no Maracanã.
Na gestão do superintendente Augusto César Franco, equipamentos modernos são incorporados ao parque eletrônico e os investimentos são vistos graças a um novo visual na telinha da TV, com a chegada do videografismo.
O núcleo de Rede é montado e o estado passa a frequentar os noticiários da Rede Globo com a contratação da repórter Aline Hungria. O núcleo começa a revelar Sergipe para todo o país.
Em 2001, o esporte também ganha mais espaço com a estreia do programa Viva Esporte, aos sábados.
No dia 16 de maio de 2015, estreia o programa de variedades Combinado com a cantora e compositora Maysa Reis e pelo jornalista e cantor Menilson Filho, nas tardes de sábado, após o Jornal Hoje, marcando então, a recriação do núcleo de entretenimento da emissora. No começo estava sob o comando do núcleo de entretenimento, a atual presidente Carolina Franco. Após mudanças na direção, está sob o comando geral do núcleo, o jornalista Fábio Carneiro, nas externas Brucce Cabral e Jamille Pavlova. O programa é dirigido pela jornalista Cinthia Eleodoro e equipe.
Outro programa de maior destaque no núcleo de entretenimento é o Giro Sergipe, estreado no dia 27 de julho de 2019. Apresentado pela jornalista Anne Samara, o programa é baseado no bem sucedido programa Terra Serigy, e divulga em detalhes os fatos históricos especiais da cultura e da gente sergipana com muita informação e diversão. Ganhou na categoria melhor programa local no Prêmio Globo de Programação.
Em 31 de agosto de 2017, é anunciado que a Rede Integração, baseada em Uberlândia, Minas Gerais, e responsável pela gestão de parte das afiliadas da Rede Globo no estado, estava negociando 49% das ações da Rádio Televisão de Sergipe, responsável pela TV Sergipe e sua co-irmã FM Sergipe, por um valor estimado em R$ 48.000.000 (quarenta e oito milhões de reais). Face os problemas administrativos ocorridos nos últimos anos, além da demissão de profissionais, a intenção de venda do grupo já era manifestada pelo proprietário da emissora, Albano Franco. No entanto, Lourdes Franco, viúva do ex-sócio da emissora, Augusto César Franco e dona de 50% das ações possuía preferência em caso de venda do grupo. Em 4 de dezembro, os 50% que cabiam a Albano Franco foram vendidos para Lourdes, que juntamente com sua filha Carolina Franco tornaram-se proprietárias da TV Sergipe e da FM Sergipe.

## Prêmios
| Ano  | Recipiente                               | Categoria                       | Resultado |
| ---- | ---------------------------------------- | ------------------------------- | --------- |
|      |                                          |                                 |           |
| 2025 | Medalha do Mérito Econômico (CORECON-SE) | Universidade Federal de Sergipe | Venceu    |
| 2009 | Prêmio Setransp de Jornalismo            | Aracaju                         | Venceu    |

Em 2009, a emissora recebeu o 3° lugar do Prêmio Setransp de Jornalismo, na categoria "Mídia Eletrônica - Televisão". Através da matéria intitulada "Série Transporte Coletivo", produzida pela repórter Sayonara Hygia e sua equipe.
No dia 5 de dezembro de 2023, a TV Sergipe foi premiada na 10.ª edição do Prêmio Rede Globo, uma premiação que reconhece trabalhos das afiliadas da Globo. A emissora recebeu o troféu de 'Melhor Projeto Integrado de Comunicação'.

## Controvérsias

### Greve de funcionários em 2010

Funcionários da emissora, reunidos em frente a sede.

Em 2010, a TV Sergipe, apesar de ter a maior audiência do estado, passou por problemas internos, um deles foram as medidas tomadas pelo diretor superintendente Paulo Siqueira, o qual vinha controlando a emissora sobre uma espécie de intervenção.
No dia 4 de abril de 2011, os funcionários da TV Sergipe, motivados pela constante demissão de colaboradores, decidiram parar as atividades, fazendo com que não houvesse o telejornal Bom Dia Sergipe, sendo exibido no horário o Bom Dia Pernambuco.
| “ | Foram 42 demissões ao todo. Finalmente os donos resolveram ouvir os sindicatos e os trabalhadores. Desde junho de 2010 que tentamos. Chegamos a nos reunir com Paulo, mas a perseguição e as demissões continuaram. Albano, Lourdes e Ricardo Franco ouviram e pediram um prazo de 10 dias. Não tem negociação. Ou ele sai, ou a paralisação voltará a acontecer. Paulo queria acabar com o Levanta Poeira, São João da Gente e Terra Serigy. Ele não tem compromisso com a cultura sergipana. | ” |

Durante o protesto, os funcionários da emissora decidem criar um perfil no microblog Twitter, o @salveatvse.
Por causa da paralisação, o diretor-presidente da emissora, Paulo Roberto, deixa o cargo na emissora. O diretor era acusado, na época do protesto, pela representação sindical no estado de promover assédio moral na emissora apoiado pelo diretor de jornalismo da emissora, Roberto Gonçalves.

### Polêmica na apresentação doCombinado
No dia 22 de maio de 2015, uma semana após a estreia do programa, o presidente do Sindicato dos Radialistas de Sergipe, Fernando Cabral, prestou um Boletim de Ocorrência na manhã daquela sexta-feira na 3.ª Delegacia Metropolitana de Aracaju contra a ex-apresentadora e cantora Maysa Reys. Segundo o presidente, a própria estaria apresentando o programa sem DRT, documento na qual objetiva o registro trabalhista ao exercício legal da profissão emitida em sindicatos (nesse caso, na área de Rádio e TV e/ou Mídia Impressa). A emissora e a assessoria de comunicação da cantora não prestaram qualquer esclarecimento. Maysa Reys ficou no programa até o dia 26 de dezembro de 2015. Atualmente, continua a dedicar-se no segmento musical à carreira de cantora.

### Uso de táxi como carro de reportagem
A emissora foi alvo de polêmica nas redes sociais em janeiro de 2019. Um taxista foi flagrado auxiliando a reportagem da emissora durante a cobertura do Fest Verão Sergipe, o maior festival musical do estado. No flagra, o taxista segura o microfone de reportagem para captar o som das atrações. Além disso, fotos mostram um carro de táxi de uma empresa particular dessa específica função, plotado com o nome reportagem e o logotipo da emissora. O site Na Telinha apurou que desde janeiro, a emissora decidiu contratar uma empresa de táxi para suprir a necessidade das externas, alegando corte de gastos, quando a emissora vive uma crise financeira. As fotos foram repercutidos por grupos de jornalistas sergipanos em redes sociais, a exemplo do WhatsApp. Em nota, a emissora esclareceu na íntegra:

"A TV Sergipe esclarece que não houve demissão de motoristas da emissora. Há um ano, a empresa vinha trabalhando com serviço de transporte terceirizado e com a finalização do contrato, optou pela não renovação e passou a trabalhar com uma empresa de táxi. A empresa esclarece ainda que os veículos que estão sendo utilizados pelas nossas equipes de reportagens estão com identificação da emissora. Sobre o ocorrido no Fest Verão Sergipe, o que aconteceu foi que um dos nossos repórteres cinematográficos, que estava fazendo a captação de imagens, entregou equivocadamente o microfone para o motorista sem qualquer tipo de consulta. O procedimento adotado pelo profissional não condiz com a orientação da empresa. A TV Sergipe informa ainda que já tomou providências para que este problema não volte a se repetir".

## Programas
Além de retransmitir a programação nacional da TV Globo a TV Sergipe produz e exibe os seguintes programas:
- Bom Dia Sergipe: Telejornal, com Priscilla Bittencourt;
- SETV 1.ª Edição: Telejornal, com Susane Vidal;
- Globo Esporte SE: Jornalístico esportivo, com Leandro da Graça;
- SETV 2.ª Edição: Telejornal, com Lyderwan Santos;
- Bom Dia Sábado: Telejornal, com Michele Costa;
- Giro Sergipe: Programa de variedades, com Anne Samara;
- Combinado: Programa de variedades, com Gustavo Rodrigues;
- Estação Agrícola: Jornalístico rural, com Rafael Carvalho;